# Gökçeağaç, Hanönü
Gökçeağaç là một xã thuộc huyện Hanönü, tỉnh Kastamonu, Thổ Nhĩ Kỳ. Dân số thời điểm năm 2008 là 174 người.